# 關照前站
关照前站（日语：／ Sekiterasumae eki */?）是位於岐阜縣關市平和通，長良川鐵道的越美南線車站。車站編號是5。

## 歷史
- 1986年（昭和61年）12月11日 - 國鐵越美南線由長良川鐵道接管，此站同時啟用[1]。
- 2022年（令和4年）3月12日 - 本站由刃物会馆前站更改为现名。

## 車站構造
車站是一座地面車站，設有1面1線單式月台。月台中央設有長椅。此站是無人車站。月台兩端設有出入口。靠近關口站一方設有自動販賣機。

## 使用狀況
| 乘車人次變化       | 乘車人次變化     |
| 年度               | 1日平均 乘車人次 |
| ------------------ | ---------------- |
| 2011年（平成23年） | 56               |
| 2012年（平成24年） | 43               |
| 2013年（平成25年） | 31               |
| 2014年（平成26年） | 42               |
| 2015年（平成27年） | 46               |

## 車站周邊
此站位於市區內。車站東南方向設有大型商業設施與電影院。
- 岐阜縣刃物會館（日语：岐阜県刃物会館）
- 關郵局（日语：関郵便局 (岐阜県)）
- PIAGO關店（已結業）
- 關鍛冶傳承館（日语：関鍛冶伝承館）
- 濃州關所茶屋（日语：濃州関所茶屋）
- Sekiterasu
- 學校法人關幼稚園
- 安櫻保育園
- 保健中心
- 區勤勞會館
- 國道418號
- 國道248號（日语：国道248号）

## 相鄰車站
長良川鐵道
越美南線
關口（5）－关照前（6）－關（7）

## 注腳
1. 1 2  曾根悟（監修）. 朝日新聞出版分冊百科編集部（編集） , 编. . 週刊朝日百科. 26号 長良川鉄道・明知鉄道・樽見鉄道・三岐鉄道・伊勢鉄道. 朝日新聞出版. 2011-09-18: 11 （日语）.

## 外部連結
- 刃物會館前站｜【官方網站】長良川鐵道株式會社 （页面存档备份，存于）（日語）